# Port Craig
Port Craig est une localité située le long de la côte sud de la baie de la Te Waewae Bay (en) dans l’Île du Sud de la Nouvelle-Zélande

## Situation
C’est une petite ville et surtout un port de chargement des troncs d’arbres, qui est localisé près de la ville de Tuatapere,

## Histoire
Elle fut fondée en 1916 avec alors plus de 200 hommes, femmes et enfants, qui vivaient là au début.
Comme d’autres villes rurales de Nouvelle-Zélande, Port Craig était habitée par des bûcherons, des « bushmen » et leurs familles, par des immigrants récents et quelques autres personnes essayant d’échapper à la loi.
La Malborough Timber Company avait un projet à grande échelle pour débiter en bûches la dernière forêt côtière significative de la région.
La compagnie voyait grand et elle construisit ici la scierie la plus importante de tout le Dominion, un système de tramway étendu, les installations d’un port et un centre-ville, l’ensemble sans accès par la route.
Le bush devait être travaillé grâce au Lidgerwood, un système de pont roulant transporté dans les airs par des câbles, qui pesaient plus de 50 tonnes.
La taille immense du pont roulant signifiait qu’il était très difficile de le déplacer dans la forêt inhospitalière et après un changement majeur, le pont roulant fut laissé abandonné, rendant infirme l’industrie locale du bois.
La ville périclita avec la disparition de l’activité du port.

## Actuellement
Tout ce qui reste de la ville est important, avec des ruines comprenant la base du pont roulant, une large structure construite en Angleterre dans la ville de Kingston upon Hull, qui fonctionnait sur le quai et aussi des milliers de briques.
Il y a un four de boulanger pratiquement complet et le bâtiment de l’école initiale, qui est maintenant utilisé par les randonneurs

## L'exploitation forestière
L'exploitation commença en 1917 et continua jusqu’en 1929, quand l'activité s’effondra avec l’apparition de la grande dépression.

## Nature
Le secteur autour est à distance de toute autre ville d’importance, ou même de districts, ce qui donne à Port Craig de rester entouré d’un environnement naturel dans toute sa beauté.
Des baleines franches australes  et des dauphins d'Hector y sont parfois aperçus, batifolant tout près de la berge.